# Нуон Чеа
Нуон Чеа (кхмер. នួន ជា, уроджений Лау Бен Кон, відомий також як Лонг Бунруот; нар. 7 липня 1926 — пом. 4 серпня 2019) — один з найвидатніших діячів режиму «червоних кхмерів», виконував обов'язки прем'єр-міністра Демократичної Кампучії від вересня до жовтня 1976 року. Незважаючи на свою провідну роль у режимі Пол Пота, був практично невідомий за кордоном, оскільки, на відміну від багатьох інших лідерів режиму, не навчався в Парижі, а зробив кар'єру в партизанському русі.

## Життєпис
У 1940-их роках навчався в Таїланді, був активним членом тамтешньої комуністичної партії. Після повернення на батьківщину, розпочав свою підпільно-партизанську діяльність, ставши одним з провідних лідерів боротьби проти французької колоніальної адміністрації.
У вересні 1960 року був обраний на пост заступника генерального секретаря Комуністичної партії Камбоджі. Після вбивства 1962 року Ту Самута партію очолив Пол Пот, який 1963 року усунув Нуон Чеа від посади. Тим не менше, останній виявив відданість і підтримку Пол Поту й невдовзі повернув собі місце «другої особи» в партійному керівництві.
1970 року, після перевороту Лон Нола та його ультиматуму «червоним кхмерам», Нуон Чеа відіграв ключову роль у тому, щоб переконати Північний В'єтнам підтримати рух «червоних кхмерів», в результаті чого північнов'єтнамські війська зайняли до 1/4 території країни. Пізніше Нуон Чеа вдавалось зберігати репутацію «союзника В'єтнаму», отримуючи від нього допомогу, навіть у період суперечностей між СРВ й «червоними кхмерами», а також репресій проти в'єтнамської громади Камбоджі — до самого початку в'єтнамського наступу 1978 року.
У квітні 1976 року Нуон Чеа був обраний головою Законодавчої асамблеї Демократичної Кампучії, а від 27 вересня до 25 жовтня 1976 року очолював уряд країни. Формальною причиною стала «хвороба» Пол Пота, насправді ж у партії розгорнулась внутрішня боротьба, з якої Пол Пот вийшов переможцем, а Нуон Чеа залишився його відданим союзником.
Після поразки режиму втік до Таїланду, проте 1998 року був змушений здатись. 19 вересня 2007 року був заарештований за звинуваченням у геноциді. 7 серпня 2014 року засуджений спеціальним судом до довічного ув'язнення.